# Malyy (Mondkrater)
Malyy ist ein Einschlagkrater auf der Mondrückseite.
Der Krater Malyy liegt in dem Dreieck, das von den größeren Kratern Seyfert, Fleming und Joliet gebildet wird. Er liegt südlich von Artamonov und östlich von Dziewulski. Die Entstehungszeit des Kraters fällt in die nektarische Periode.
Malyy hat drei Nebenkrater:
| Buchstabe | Position            | Durchmesser | Link |
| --------- | ------------------- | ----------- | ---- |
| G         | 21,72° N, 107,11° O | 29 km       |      |
| K         | 19,73° N, 107,26° O | 15 km       |      |
| L         | 20,01° N, 106,39° O | 13 km       |      |

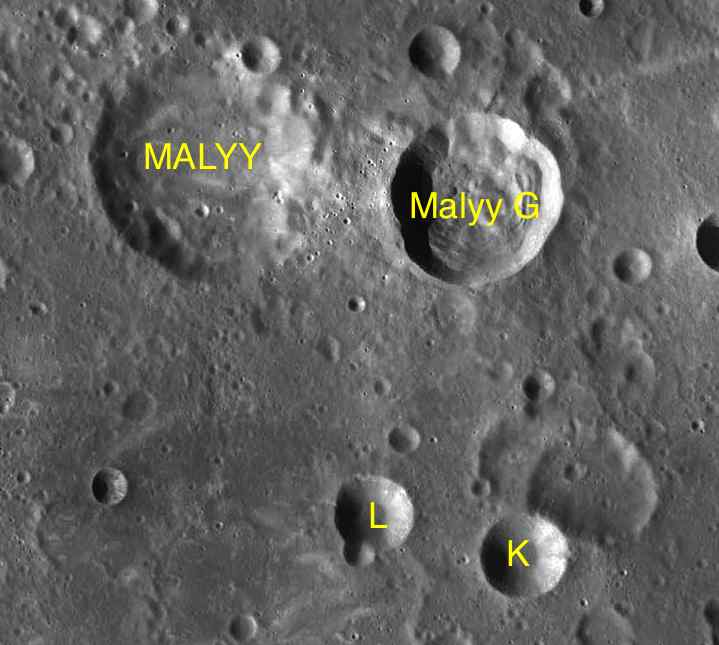
Malyy mit seinen Nebenkratern

Der Krater wurde 1970 von der IAU offiziell nach dem sowjetischen Raketeningenieur Alexander Lwowitsch Maly benannt.